# Locnville
Locnville is een Zuid-Afrikaans electrohop-duo, bestaande uit de tweelingbroers Andrew en Brian Chaplin. Het duo is sinds 2009 actief. Ze zijn de singer-songwriters, muziekproducenten en muzikanten (gitaar, drums) van hun nummers. Hun eerste studioalbum, Sun in My Pocket, debuteerde in februari 2010 en behaalde de eerste plaats in de Zuid-Afrikaanse hitlijsten. Van het album zijn drie singles uitgegeven, waarvan het gelijknamige nummer, Sun in My Pocket, gevolgd door "6 Second Poison" en "There".

## Discografie
Studioalbums
- Sun in My Pocket
- Running to Midnight

Singles
- "Stars above you" (2011)
- "Sun in My Pocket" (2010)
- "6 Second Poison" (2010)
- "There" (2010)

| Jaar | Single           | Hoogste positie | Hoogste positie | Hoogste positie | Album            |
| Jaar | Single           | DE              | AT              | CH              | Album            |
| ---- | ---------------- | --------------- | --------------- | --------------- | ---------------- |
| 2010 | Sun in My Pocket | 28              | 54              | 64              | Sun in My Pocket |